# Stevedore
Stevedore est un mot anglais qui désigne, dans un port, le chef d'une entreprise de chargement ou de déchargement des navires.

## Présentation
Il assure, sous la surveillance d'un officier de bord, la manutention des marchandises. Stevedore est un terme utilisé dans les ports du Nord de la France. Les ports de l'Atlantique parlent de « manutentionnaire », ceux de la Méditerranée, d'« acconier ». Ces trois mots ont le même sens.